# 母亲，母亲
《母亲，母亲》，2012年中国大陆播出的战争剧，讲述了中国抗日战争和第二次国共内战背景下小家庭经受战火洗礼的故事，主演是斯琴高娃、袁立、胡亚捷、石天琦。

## 剧情
抗日战争爆发，金国秀的父亲犯了事，为了营救自己的父亲，她嫁给重慶桐油商人之子侯志宏。婚後，金國秀憑藉聰慧機智以及賢慧能幹，迅速獲得婆婆的信任。並多次將商號及家庭危機化險為夷。
1915年12月，袁世凯称帝，篡夺辛亥革命的胜利果实。侯志宏因为反对袁世凯而被抓。金国秀打算营救自己的丈夫，不料期间发觉丈夫和一个叫刘子萍的女人有染，于是愤然出走，经过婆婆的劝说才留下来。
1937年，大日本帝国开始侵略中华民国，金国秀的儿子和女儿已经长大成人，他们为救国而付出了心血，直到赶走大日本帝国侵略者。
国共内战爆发之后，金国秀的儿子都在中国人民解放军中壮烈牺牲。作为站在中国国民党集团的侯志宏，则杀死了自己的女儿。

## 演员
| 演员     | 角色   | 备注 |
| 斯琴高娃 | 侯母   | 侯志宏的母亲，金国秀的婆婆。 |
| 袁立     | 金国秀 | 侯志宏的填房，育有4个儿子(繼子，親生子，庶子，養子)，1个女儿。把5名子女皆一視同仁，手足和睦，對沒任何血緣關係的養子們視如己出。 |
| 胡亚捷   | 侯志宏 | 金国秀的丈夫。 |
| 蒋林珊   | 如寄   | 侯志宏的原配，臨終前把金國秀選為丈夫的填房，並把兒子雲朗托付給他。                                                              |
| 黄曼     | 刘子萍 | 侯志宏的情人，一度成為其妾侍，後因私通而被休，另嫁他人。                                                                        |
| 石天琦   | 侯如玉 | 金国秀和侯志宏的女儿。 |
| 叶静     | 盛涛   | 侯如玉的丈夫，金国秀和侯志宏的女婿。                                                                                            |
| 蒋林珊   | 莲莲   | 金国秀的大儿媳妇，侯雲朗的妻子，長得像雲朗的生母如寄。                                                                          |
| 龙沐春   | 孙老师 | 莲莲的二任丈夫。 |
| 阴奕彤   | 楚天   | 金国秀的二儿媳妇。 |
| 徐立     | 田小歌 | 金国秀的三儿媳妇。 |
| 李东霖   | 侯云朗 | 侯志宏和如寄的儿子，侯府的大少爷。                                                                                              |
| 邹廷威   | 侯云峰 | 侯志宏和金国秀的儿子，侯府的二少爷。                                                                                            |
| 姚卓君   | 祝宇中 | 金国秀青年时期的爱人。 |
| 李黎     | 徐桂馨 | 祝宇中的妻子。 |
| 李京泽   | 侯云旭 | 祝宇中与徐桂馨的儿子，侯志宏和金國秀的養子，侯府的四少爺。                                                                      |
| 刘禹     | 侯云灿 | 侯志宏和刘子萍的儿子，侯府的三少爷。                                                                                            |

## 制作
该剧被誉为“女性史诗剧”。
姚卓君的铁汉柔情获得了导演的赞美。
袁立最初是儿媳，后来是母亲，再后来是婆婆，展现了一个母亲的不同年代的形象。

## 奬项
- 第27届中国电视金鹰奖优秀电视剧
- 2012国剧盛典获2012年度十佳电视剧第2位

## 外部連結
- 《母亲，母亲》新浪网专题 （页面存档备份，存于）
- 《母亲，母亲》安徽衛視专题

## 作品的變遷
| 中国大陆 安徽卫视 海豚第一剧场 19:31-21:26 | 中国大陆 安徽卫视 海豚第一剧场 19:31-21:26 | 中国大陆 安徽卫视 海豚第一剧场 19:31-21:26 |
| ------------------------------------------ | ------------------------------------------ | ------------------------------------------ |
|                                            | 母亲，母亲 （2012.09.25-2012.10.07）       |                                            |
| 微博达人 （2012.09.09-2012.09.21）         | 大男当婚 （2012.10.07-2012.10.21）         |                                            |

|below=2017年5月1日起黄金剧场更名为东方剧场，2018年8月7日起周播剧场更名为精品剧场
}}